# 青岛银行同业公会
36°04′01.4″N 120°18′45″E / 36.067056°N 120.31250°E
青岛银行同业公会，又称青岛银行公会，是民国时期青岛中资银行的同业公会，成立于1931年。其旧址位于中国山东省青岛市市南区河南路15号，建于1934年，建筑师徐垚设计，现为山东省文物保护单位。

## 历史
青岛银行业同业公会成立于1931年3月3日，第一批会员有中国银行、交通银行、大陆银行、中鲁银行、中国实业银行、山左银行、上海商业储蓄银行、明华银行8家银行。第一届执行委员会共9人，推选中国银行经理王祖训为主任委员，另有执行委员8人，会址暂设于中国银行内。公会成立后曾数次组织会员银行联合自卫、订立公约、合议应对挤兑事件，同时结束了日资横滨正金银行占据青岛银行界高端地位的局面。

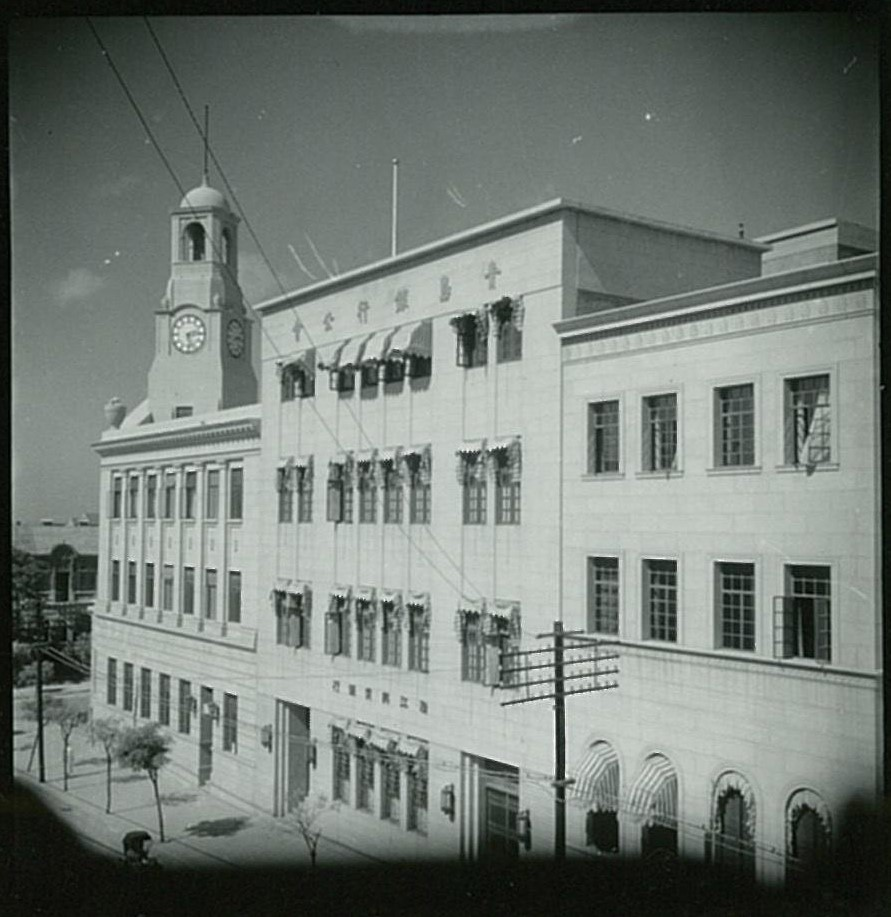
1936年9月的银行公会大楼，其一楼有“浙江兴业银行”字样，左侧为金城银行，右侧为中国实业银行（当时仅有三层）

1932年春，青岛市政府将中山路第四公园的土地放租给6家中资银行及银行公会，并要求在该地块内建设一座公共礼堂。银行公会原计划将礼堂设于其新办公楼的三楼，但由于空间狭小且功能冲突，改由公会出资补助3万元，另于太平路建设青岛市礼堂。银行公会大楼则于1934年9月19日竣工，建筑师徐垚设计，华丰恒营造厂施工。银行公会大楼建成后，浙江兴业银行青岛分行曾设于楼内。
1935年底公会改选，东莱银行、浙江兴业银行、国华银行、金城银行、盐业银行加入公会。第二届执行委员会由12人组成，设主任委员1人、常务委员2人、执行委员5人、监察委员4人。1937年全面抗战爆发后，公会解散。1942年5月17日公会在日军扶持下重新成立，设会长1人、董事2人，会员除原有的大陆、金城、上海、国华、中国实业、东莱6家银行外，增加了大阜银行、华北储蓄银行等傀儡所设银行以及义聚合钱庄等原钱庄、银号改组的银行，另函请中国联合准备银行为客员。
1945年8月抗战结束后，国民党青岛市党部于12月6日组织成立青岛市银行业临时同业公会，选出临时主席1人，委员4人。1946年4月22日，中国工矿银行青岛分行在银行公会大楼开业。1947年中华民国银行业商业同业公会联合会成立时，公会曾选派代表参加，会后正式成立青岛市银行业商业同业公会。会员银行有中国银行、交通银行、金城银行、大陆银行、国华银行、东莱银行、中国实业银行、中国农民银行、中国工矿银行、上海商业储蓄银行、山东省银行、青岛农工银行，及中央信托局、邮政储金汇业局、中央合作金库共15家，设理事长1人、常务理事4人、理事10人、常务监事1人、监事2人。
青岛银行公会于1949年后解散。原公会大楼曾为山东省服装进出口公司青岛分公司办公楼，现一楼为服装店。2000年，该建筑列入第一批青岛市历史优秀建筑名单。2006年12月7日，该建筑成为山东省文物保护单位青岛中山路近代建筑的一部分。2021年9月至12月，包括该建筑在内的该地块所有旧银行建筑经历外立面修缮，包括外墙清洗、外墙面材质修复、门窗更换等。

## 建筑特色
青岛银行同业公会旧址占地面积457.3平方米，建筑面积1582.76平方米，钢筋混凝土结构，地上4层，平屋顶，平面为长方形，后侧两翼伸出。主立面朝西临街，外墙为花岗岩石板贴面，采用规矩的中轴对称布局。一层两翼为矩形入口，入口两侧为阶梯状凹进装饰，一层窗间设水平影线，窗栅栏上铸篆体“同业”二字。二至四层不设任何装饰纵向设置八列窗列，两侧两两一组，中间四列合成一组，通过窗间墙面宽窄变化丰富立面构图。顶部出檐。楼内二、三层为银行公会所使用，设有会客室、餐厅、大会议室及辅助用房，一层、四层作为商铺和公寓用于出租。楼内设木板地、木扶梯。